# Ballastplaat (Lauwersmeer)
De Ballastplaat is een voormalige zandbank in de vroegere Lauwerszee, gelegen tussen de vaargeulen Oort en het Vierhuizer Gat aan noordzijde en de Slenk en de Zoutkamperril aan west- en zuidzijde. Bij de afsluiting van de Lauwerszee in de jaren 1960 werd de dijk langs de noordzijde van de Ballastplaat gelegd. De naam verwijst naar de plek waar zeilschepen vroeger hun ballast overboord gooiden.

## Geografie
Na de totstandkoming van het Lauwersmeer werd de Ballastplaat onderverdeeld in verschillende onderdelen. Een deel werd landbouwgrond, een deel militair oefenterrein, een deel ingericht voor bewoning en een deel voor recreatie en natuurontwikkeling. Aanvankelijk waren er alleen zandplaten opgespoten, maar doordat het Lauwersmeer de grond afkalfde, werden de oevers in 1975 voorzien van paalschermen, waarachter riet werd aangeplant, om zo de grond op zijn plek te houden. In 2003 zijn het westelijke en zuidelijke deel van de Ballastplaat tot onderdeel gemaakt van het nieuwe Nationaal Park Lauwersmeer.
Marnewaard
Het meest oostelijke deel en zuidelijke deel werden aangewezen als landbouwgebied. Het grootste deel ten westen daarvan werd aangewezen als militair oefenterrein Marnewaard. Hier werden vanaf 1971 het Zuidwalbos, het Marnebos en het Vlinderbalgbos aangelegd. Ten zuiden hiervan werd de Willem Lodewijk van Nassaukazerne gebouwd. In de Marnewaard werd later het oefendorp Marnehuizen gebouwd. Het gebied ten westnoordwesten hiervan, waar vanaf 1962 het werkeiland gevestigd was, werd aangewezen voor bewoning en recreatie. Hier werden in de jaren 1970 de haven Lauwersoog, het dorpje Lauwersoog, het Lauwersoogbos en het recreatiedorp Robbenoort aangelegd. Verder werden hier jachthaven Lauwersoog, een strand en een camping aangelegd. De camping werd later aanzienlijk uitgebreid. Deze recreatieve voorzieningen worden aan westzijde begrensd door het Nieuwe Robbengat.
Noordelijke en Zuidelijke Ballastplaat
Het westelijke deel van de voormalige Ballastplaat werd na 1969 aangewezen als natuurgebied. Dit deel, dat de kern vormt van de vroegere Ballastplaat, wordt omsloten door de Slenk aan zuidzijde en het Nieuwe Robbengat aan noordzijde. Het is onderverdeeld in de Noordelijke Ballastplaat - die meestal kortweg Ballastplaat wordt genoemd - en de Zuidelijke Ballastplaat. De Noordelijke en Zuidelijke Ballastplaat worden van elkaar gescheiden door het Oude Robbengat. De Noordelijke Ballastplaat loopt aan westzijde uit in De Rug en de Zuidelijke Lob. Daartussen ligt aan westzijde het watergebied Achter de Zwarten, waar zich twee grotere en twee kleinere eilanden bevinden. De Zuidelijke Ballastplaat werd tussen 1975 en 1976 doorgraven voor de watersport en de zandwinning. Het zand was nodig voor de aanleg van de Strandweg in 1976 en de aanleg van de Marneweg tussen 1984 en 1990. Door deze doorgraving vormt het westelijke deel van de Zuidelijke Ballastplaat sindsdien een eiland van ruim 100 hectare, dat onderdeel vormt van een stiltegebied en daarom door flauwe taluds bewust ontoegankelijk is gemaakt voor boten. Tussen beide delen van de Zuidelijke Ballastplaat liggen twee kleine eilandjes, waar aanlegplaatsen zijn gecreëerd voor de pleziervaart. In 1986 werd gepleit om ook een geul te maken door de Noordelijke Ballastplaat, zodat watersporters een snellere verbinding zouden krijgen. Dit is echter niet doorgegaan omdat er geen behoefte was aan het zand dat daarbij zou vrijkomen.
Op de Noordelijke Ballastplaat werd eind jaren 1970 het proefbos Ballastplaat aangeplant met elzen, essen, esdoorns en duindoorns. In 1978 werd er een net van fietspaden aangelegd. Later werden er twee vogelkijkhutten gebouwd van vroegere abri's van Schiermonnikoog. In 1993 werd in het bos het bungalowpark Suyderoogh gebouwd door Creatief Vakantieverblijven (nu onderdeel Landal Greenparks). De Werkgroep Lauwersmeer van de Waddenvereniging en de bewoners van Zoutkamp hadden het bungalowpark liever bij Zoutkamp gezien zoals oorspronkelijk was gepland, maar investeerders zagen meer in de huidige locatie. Ten zuidoosten van Suyderoogh staat Bosschuur 'De Rug', een gebouw dat waarschijnlijk in 1975 werd gebouwd in opdracht van de Rijksdienst voor de IJsselmeerpolders. In 1992 werd het gebouw met alle natuurgebieden overgedragen aan Staatsbosbeheer, dat het tegenwoordig exploiteert als Activiteitencentrum Nationaal Park Lauwersmeer.
Pampusplaat en Schildhoek
Het meest zuidelijke deel ten noorden van de Zoutkamperril en ten zuiden van de Zuidelijke Ballastplaat is eveneens aangewezen als natuurgebied. Hier ligt ten zuiden van de Vlinderbalg (de zuidelijke begrenzing van de Zuidelijke Ballastplaat) de Pampusplaat. Ten zuiden hiervan ligt het Jaap Deensgat en het meest zuidelijke deel heet de Schildhoek.

## Trivia
- In 1981 stortte een F-104 Starfighter van de Vliegbasis Leeuwarden na technische mankementen neer op de Ballastplaat. De piloot wist zich met zijn schietstoel in veiligheid te brengen.